# Alsek (rivière)
La rivière Alsek est une rivière qui coule au travers du Yukon et de la Colombie-Britannique au Canada, et de l'Alaska aux États-Unis. La rivière Alsek est inscrite depuis 1986 au Rivière du patrimoine canadien.

## Cours
Elle prend sa source au confluent de la rivière Dezadeash et de la rivière Kaskawulsh dans le Parc national et réserve de parc national de Kluane au Yukon. Après avoir coulé en direction du sud au nord-ouest de la Colombie-Britannique elle est rejointe par la rivière Tatshenshini dans le Parc provincial de Tatshenshini-Alsek. Elle rejoint l'océan Pacifique à Dry Bay, dans le golfe d'Alaska, au sud de Yakutat, près de l'extrémité nord de l'Alaska Panhandle.
La rivière charrie des fragments de glace en provenance du glacier d'amont, ce qui contribue à abaisser sa température.

## Histoire
Si la rivière est navigable en canoë et en raft pour sa partie nord, elle devient rapidement impossible à passer au niveau de Turnback Canyon. La première personne ayant réussi à passer le Turnback Canyon a été le Docteur Walt Blackadar, le 25 août 1971. D'autres y sont parvenus depuis. Son nom a été donné à une montagne qui surplombe la rivière, le mont Blackadar.
La portion du cours d'eau qui traverse le Parc national et réserve de parc national de Kluane a été désigné comme faisant partie du Réseau des rivières du patrimoine canadien.
En 1958, un tremblement de terre de magnitude 7.7 situé à Lituya Bay a modifié la topographie de l'endroit. Il a été à l'origine de la jonction de la Roame River et de la partie est de la rivière Alsek.

## Activités
La rivière Alsek est un lieu de pêche au saumon : Chinook, Coho, Sockeye. Sur ses rives se trouvent de nombreuses installations pour la pêche, la chasse, et l'observation des animaux sauvages.

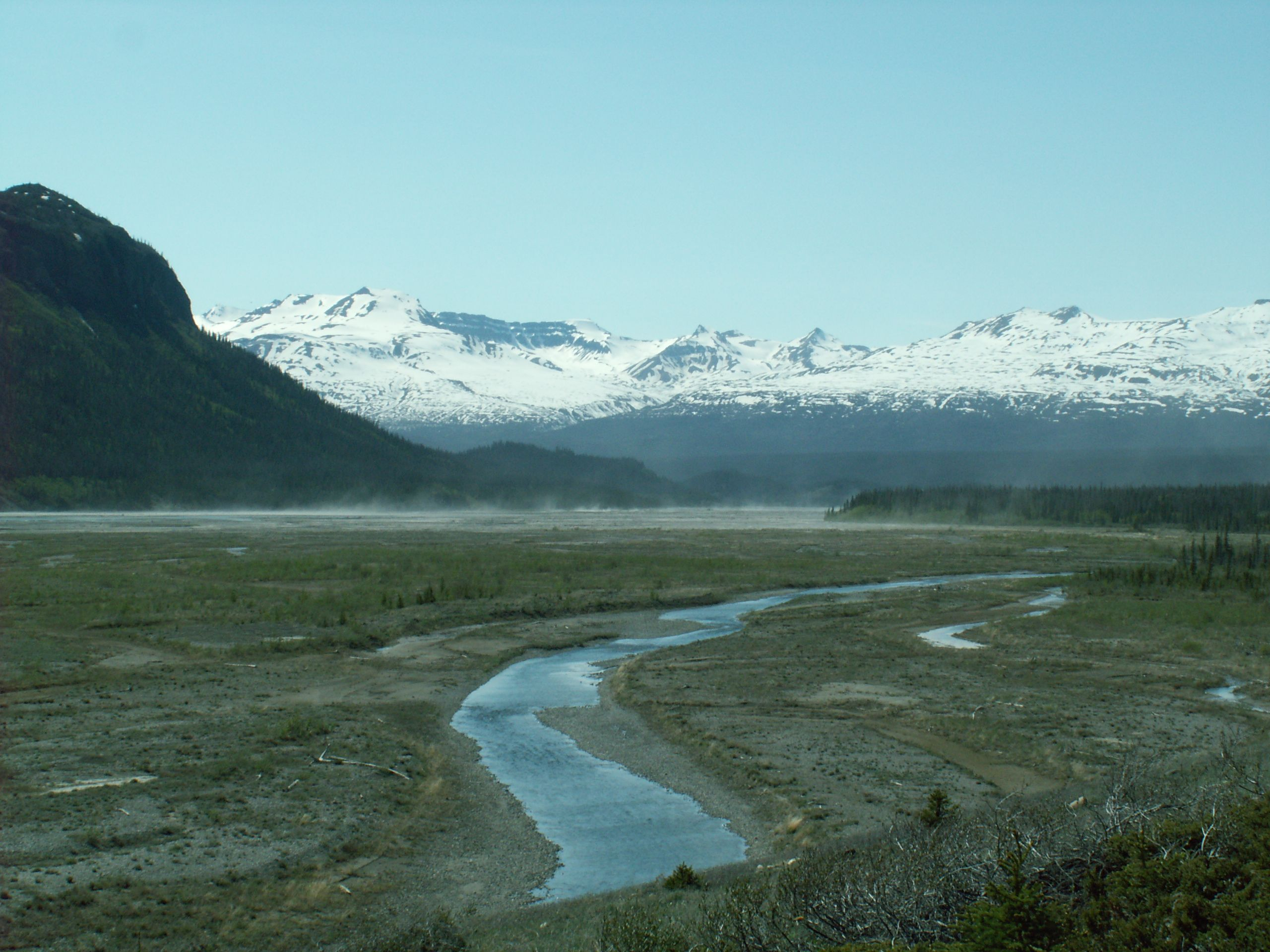
La rivière Alsek près de Sugden Creek